# هاري شيبارد
هاري شيبارد (بالإنجليزية: Harry Sheppard)‏ هو عازف جاز أمريكي، ولد في 1 أبريل 1928 في ورسستر في الولايات المتحدة.

## وصلات خارجية
- هاري شيبارد على موقع IMDb (الإنجليزية)
- هاري شيبارد على موقع ميوزك برينز (الإنجليزية)
- هاري شيبارد على موقع أول ميوزيك (الإنجليزية)
- هاري شيبارد على موقع ديسكوغز (الإنجليزية)